# 4848 Tutenchamun
4848 Tutenchamun este un asteroid din centura principală, descoperit pe 30 septembrie 1973 de Cornelis van Houten și Tom Gehrels.